# Czadegan
Czadegan (perski: چادگان) – miasto w Iranie, w ostanie Isfahan. W 2011 roku liczyło 9738 mieszkańców.